# Klaviersonate D 568/567 (Schubert)
Franz Schuberts Sonate in Es-Dur für Klavier D 568 entstand im Jahr 1817 zunächst in einer Fassung in Des-Dur (D 567). Die Es-Dur-Fassung ist in vielen Details neugefasst und um ein Menuett erweitert. Sie wurde 1829 nach Schuberts Tod als Opus 122 veröffentlicht.

## Klaviersonate in Es-Dur D 568
Die Sonate hat vier Sätze:
1. Allegro moderato. Die eigenwilligen Proportionen der Exposition sind in Schuberts Kompositionen der späten zwanziger Jahre nicht ungewöhnlich. Der Komplex aus Hauptthema (bis Takt 28), sehr knapper Modulation in die Dominante (Takt 28–35 mit Bestätigung des erreichten B-Dur 35–40) und Seitenthema (41–56) nimmt nur ungefähr die Hälfte der Exposition ein. Nach einer weiteren Modulation mit abschließender Kadenz in Des-Dur (56–63) folgt ein drittes Thema in Des-Dur, das nach c-Moll moduliert und abkadenziert (63–71), darauf eine Wiederholung dieses dritten Themas, das durch eine Erweiterung nach B-Dur zurückmoduliert (71–88). In einem ausführlichen Anhang wird B-Dur bestätigt (88–112). Damit sind die traditionell entscheidenden Ereignisse in der ersten Hälfte der Exposition zusammengedrängt. Des-dur und c-Moll, die die darauffolgenden Abschnitte dominieren, stehen in keinem logischen Verhältnis zur Haupttonart (typisch wäre etwa die tiefalterierte VI. Stufe Ges-Dur – bezogen auf B-Dur –, die in einem weiteren Schritt durch eine hinzugefügte übermäßige Sexte e zur Doppeldominante umfunktioniert wird[3]). Schuberts Exposition ist dagegen eher assoziativ gereiht. Die fremden Tonarten nehmen überproportional viel Raum ein; sie müssen, anstatt durch eine kurze Wendung ihren Bezug zur Grundtonart zu enthüllen, durch vergleichsweise umständliche Modulationen erreicht und verlassen werden. Derartige Formexperimente, die die dramaturgische Geschlossenheit der Exposition auflösen, führten in der älteren Schubert-Literatur zu der Behauptung, Schubert habe keine Sonaten komponieren können. In seinen späteren Werken hat Schubert allerdings eigene Vorstellungen von Form entwickelt. Bereits die 1819 komponierte Sonate A-Dur D 664 (op. 120) beginnt mit einer gedrungenen Exposition, die auf alle Umwege verzichtet.
2. Andante molto (in g-Moll)
3. Menuett (Allegretto) mit Trio
4. Allegro moderato

## Klaviersonate in Des-Dur D 567
Die Sonate wurde im Juni 1817 komponiert und hat drei Sätze:
1. Allegro moderato (Des-Dur)
2. Andante molto (cis-Moll)
3. Allegretto (Des-Dur)

Das Manuskript endet in der Mitte des Schlussthemas (die letzte Seite ist verlorengegangen).